# ポルトガル公
ポルトガル公（ポルトガルこう、ポルトガル語: Príncipe de Portugal）は、1433年から1645年まで、ポルトガル王国の王位継承者が有した称号。王位継承者以外の王族にはインファンテの称号が与えられた。

## 歴史
ポルトガル王家に嫁いだフィリパ・デ・レンカストレによりイングランドの慣習がポルトガルにもたらされると、フィリパの子ドゥアルテ1世はプリンス・オブ・ウェールズのような王位継承者の称号を作りたがった。それまでは継承者もそれ以外の王族もインファンテの称号を使っていた。
1433年、ドゥアルテ1世は長子のアフォンソ（後のポルトガル王アフォンソ5世）に「ポルトガル公」の称号を与え、1645年にブラジル公に変更されるまで代々の王位継承者が称号を受け継いだ。

## ポルトガル公の一覧
| 名前                   | 生没日付                       | 在位                            | 注                                             | 画像 |
| ---------------------- | ------------------------------ | ------------------------------- | ---------------------------------------------- | ---- |
| アフォンソ             | 1432年1月15日 - 1481年8月28日  | 1433年 - 1438年9月13日          | 1438年、アフォンソ5世として即位                |      |
| フェルナンド           | 1433年11月17日 - 1470年9月18日 | 1438年9月13日 - 1451年1月29日   | ベージャ公およびヴィゼウ公                     |      |
| ジョアン               | 1451年1月29日 - 1451年         | 1451年1月29日 - 1451年          | 夭折                                           |      |
| フェルナンド （2度目） | 1433年11月17日 - 1470年9月18日 | 1451年 - 1452年2月6日           | ベージャ公およびヴィゼウ公                     |      |
| ジョアナ               | 1452年2月6日 - 1490年5月12日   | 1452年2月6日 - 1455年3月3日     | 聖ジョアナとも                                 |      |
| ジョアン               | 1455年3月3日 - 1495年10月25日  | 1455年3月3日 - 1477年11月11日   | 1481年、ジョアン2世として即位                  |      |
| アフォンソ             | 1475年5月18日 - 1491年7月13日  | 1477年11月11日 - 1477年11月15日 | 早逝                                           |      |
| ジョアン （2度目）     | 1455年3月3日 - 1495年10月25日  | 1477年11月15日 - 1481年8月28日  | 1481年、ジョアン2世として即位                  |      |
| アフォンソ （2度目）   | 1475年5月18日 - 1491年7月13日  | 1481年8月28日 - 1491年7月13日   | 早逝                                           |      |
| マヌエル               | 1469年5月21日 - 1521年12月13日 | 1491年7月13日 - 1495年10月25日  | 1495年、マヌエル1世として即位                  |      |
| ミゲル・ダ・パス       | 1498年8月23日 - 1500年7月19日  | 1498年8月23日 - 1500年7月19日   | 夭折                                           |      |
| ジョアン               | 1502年6月7日 - 1557年6月11日   | 1502年6月7日 - 1521年12月13日   | 1521年、ジョアン3世として即位                  |      |
| ルイス                 | 1506年3月3日 - 1555年11月27日  | 1521年12月13日 - 1526年2月24日  | ベージャ公                                     |      |
| アフォンソ             | 1526年2月24日 - 1526年4月12日  | 1526年2月24日 - 1526年4月12日   | 夭折                                           |      |
| ルイス （2度目）       | 1506年3月3日 - 1555年11月27日  | 1526年4月12日 - 1527年10月15日  | ベージャ公                                     |      |
| マリア・マヌエラ       | 1527年10月15日 - 1545年8月12日 | 1527年10月15日 - 1531年11月11日 | アストゥリアス公妃                             |      |
| マヌエル               | 1531年11月11日 - 1537年4月14日 | 1531年11月11日 - 1537年4月14日  | 夭折                                           |      |
| フィリペ               | 1533年3月25日 - 1539年4月29日  | 1537年4月14日 - 1539年4月29日   | 夭折                                           |      |
| ジョアン・マヌエル     | 1537年6月3日 - 1554年1月2日    | 1539年4月29日 - 1554年1月2日    | 早逝                                           |      |
| セバスティアン         | 1554年1月20日 - 1578年8月4日   | 1554年1月20日 - 1557年6月11日   | 1557年、セバスティアン1世として即位            |      |
| ディエゴ               | 1575年7月12日 - 1582年11月21日 | 1581年3月25日 - 1582年11月21日  | アストゥリアス公。夭折                         |      |
| フィリペ               | 1578年4月14日 - 1621年3月31日  | 1582年11月21日 - 1598年9月13日  | 1598年、フィリペ2世として即位                  |      |
| アナ                   | 1601年9月22日 - 1666年1月20日  | 1601年9月22日 - 1605年4月8日    | フランス王妃                                   |      |
| フィリペ               | 1605年4月8日 - 1665年9月17日   | 1605年4月8日 - 1621年3月31日    | 1621年、フィリペ3世として即位                  |      |
| バルタサール・カルロス | 1629年10月17日 - 1646年3月9日  | 1629年10月17日 - 1640年12月1日  | 1640年、ポルトガルにおけるハプスブルク朝の終焉 |      |
| テオドジオ             | 1634年2月8日 - 1653年5月13日   | 1640年12月1日 - 1645年10月27日  | 1645年、ブラジル公に変更                       |      |